# Calangianus
Calangianus est une commune italienne d'environ 4 300 habitants située dans la province de Sassari dans la région Sardaigne en Italie.

## Géographie
Calangianus se trouve au pied du massif du Limbara.

## Histoire
La commune a été fondée au XVe siècle à la suite du déplacement des habitants de l'ancien village pour fuir une épidémie de malaria.

## Économie
Calangianus est le centre historique de la production de bouchons de liège en Sardaigne. Les plus grosses entreprises se sont déplacées vers la zone industrielle à cheval sur les communes de Calangianus et Tempio Pausania. Le musée du liège de Calangianus présente cette activité.

## Monuments et patrimoine
La tombe des géants de Pascaredda est un site archéologique datant de l'Âge du bronze, entre 1700 et 1400 av. J.-C.

## Fêtes et traditions
- 21 juin : pèlerinage à l'endroit où se situait l'ancien village où les familles fondatrices reçoivent leurs collatéraux et amis.

## Administration
| Période                                  | Période | Identité | Étiquette | Qualité |
| ---------------------------------------- | ------- | -------- | --------- | ------- |
|                                          |         |          |           |         |
| Les données manquantes sont à compléter. |         |          |           |         |

### Communes limitrophes
Berchidda, Luras, Monti (Italie), Sant'Antonio di Gallura, Telti, Tempio Pausania

### Évolution démographique
Habitants recensés